# 岐阜市立長良中学校
岐阜市立長良中学校（ぎふしりつ ながらちゅうがっこう）は、岐阜県岐阜市にある公立中学校。
岐阜市立長良西小学校と小中一貫の英語教育を行っており、英語教育では両校を合わせて「長良川学園」の呼称がある。

## 沿革
- 1947年（昭和22年）4月 - 岐阜市立第七中学校として開校。校舎は長良西後町に存在した岐阜市立岐阜商業高等学校[注釈 1]の校舎の一部を使用。校区は長良地区、鷺山地区、常磐地区。
- 1948年（昭和23年）
  - 8月14日 - 岐阜市立長良中学校に改称する。
  - 8月20日 - 場所を長良福光（現在の長良川国際会議場）へ移転。
- 1955年（昭和30年）8月 - 南舎が完成。
- 1956年（昭和31年）
  - 10月27日 - 南舎の一部が焼失。
  - 12月8日 - 南舎を復旧。
- 1961年（昭和36年）9月 - 新校舎（鉄筋コンクリート造）が完成。以降、1963年、1964年に増築。
- 1965年（昭和40年）
  - 1月 - 校舎（中舎）が完成。
  - 5月 - 体育館が完成。
  - 12月 - 校舎（南舎）が完成。
- 1970年（昭和45年）3月 - 校舎（北舎）が完成。以降1971年に増築。
- 1974年（昭和49年） - 生徒数2158名、学級数53となり、教室不足が深刻となる。
- 1975年（昭和50年）4月1日 - 青山中学校を分離する。校区は長良地区のみとなる。
- 1988年（昭和63年）4月1日 - 東長良中学校を分離する。校区は長良西小学校のみとなる。
- 1989年（平成元年）4月1日 - 現在の場所（長良川球技メドウの北）へ移転。
- 2014年（平成26年） - 岐阜市立長良西小学校と小中一貫の英語教育を開始。

## 進学前小学校
- 岐阜市立長良西小学校[1]

## 交通機関
- 岐阜バス

岐南町線「福光南町」バス停より徒歩約5分。

## 著名な出身者
- 松原梨恵（新体操選手）
- 藤井智也（サッカー選手）